# Катастрофа DC-7 под Нью-Йорком
Катастрофа DC-7 под Нью-Йорком — крупная авиационная катастрофа пассажирского самолёта Douglas DC-7B авиакомпании Eastern Air Lines (EAL), произошедшая вечером в понедельник 8 февраля 1965 года близ Нью-Йорка. Авиалайнер выполнял пассажирский рейс из Нью-Йорка в Ричмонд, но спустя 6 минут после его взлёта экипаж встречного самолёта компании Pan Am доложил, что Douglas вошёл в крутой правый поворот, пролетев совсем близко от них, а затем упал в океан и взорвался. Всего в катастрофе погибли 84 человека, что делает её третьей по масштабам в истории самолёта DC-7. Также на то время эта авиакатастрофа занимала шестое место по числу жертв в США.
Причиной катастрофы самолёта EAL была названа ошибка его экипажа, который решил, что есть угроза столкновения со встречным самолётом Pan Am, тогда как он на самом деле находился ниже их. При выполнении манёвра уклонения пилоты «Дугласа» потеряли ориентацию в пространстве и ввели свой самолёт в слишком крутой крен, что привело к потере управления, после чего авиалайнер упал в воду.

## Самолёт
Douglas DC-7B с регистрационным номером N849D (заводской — 45455, серийный — 981) был выпущен Douglas Aircraft Corporation 1 мая 1958 года, а 15 мая поступил в авиакомпанию Eastern Air Lines, имея к тому времени наработку 9 часов 5 минут. Общая наработка борта N849D составляла 18,5 тысяч часов. При вылете в ставший последним рейс расчётный взлётный вес авиалайнера составлял 104 799 фунтов (47 536 кг) при максимальном допустимом 126 000 фунтов (57 000 кг). Центровка также не выходила за пределы допустимого.

## Экипаж
Экипаж самолёта состоял из двух пилотов, бортинженера и пары стюардесс:
- Командир воздушного судна — 41-летний Фредерик Р. Карсон (англ. Frederick R. Carson). Был квалифицирован на самолёты Lockheed L-188, L-749, L-1049C/D, Douglas DC-3, -6, -7, Martin 2-0-2 и 4-0-4. В авиакомпании Eastern Air Lines с 14 февраля 1946 года, а 22 июля 1952 года был повышен до командира. Имел общий налёт 12 607 часов, в том числе 595 часов на DC-7B.
- Второй пилот — 41-летний Эдвард Р. Данн (англ. Edward R. Dunn). Был квалифицирован на самолёты Lockheed L-188, L-1049, Douglas DC-6 и -7. В авиакомпании Eastern Air Lines с 18 июня 1956 года. Имел общий налёт 8550 часов, в том числе 2750 часов на DC-7B.
- Бортинженер — 24-летний Дуглас К. Митчел (англ. Douglas C. Mitchell). Имел квалификацию бортинженера, а также пилота одно- и многомоторных самолётов. В авиакомпании Eastern Air Lines с 23 сентября 1963 года. Имел общий налёт 407 часов, в том числе 141 час в должности.
- Стюардессы — Линда Э. Лорд (англ. Linda A. Lord) и Джудит Э. Даркин (англ. Judith A. Durkin).

На момент происшествия весь экипаж провёл 1 час 16 минут лётного времени при общей продолжительности работы 3 часа 11 минут.

## Катастрофа
Самолёт выполнял регулярный пассажирский рейс EA-663 (EAL 663) по маршруту Бостон — Нью-Йорк — Ричмонд — Шарлотт — Гринвилл — Атланта, проходивший под радиолокационным контролем. Полёт от Бостона до Нью-Йорка прошёл без отклонений от запланированного графика, а в 18:20 с 79 пассажирами и 5 членами экипажа на борту рейс 663 взлетел с взлётно-посадочной полосы «31 левая» (31L) аэропорта имени Джона Кеннеди (Нью-Йорк) в Ричмонд.
После выполнения схемы выхода «Dutch 7» экипаж получил разрешение подниматься и занимать высоту 8000 футов (2400 м). Вскоре с самолёта доложили о высоте полёта 1000 футов (300 м), на что диспетчер дал указание довернуть влево на курс 160°. В 18:23 на вопрос диспетчера экипаж доложил о высоте 2500 футов (760 м), на что получил указание выполнить ещё один левый поворот, уже на курс 100°. Вскоре диспетчер повторно дал рейсу 663 разрешение на набор высоты 8000 футов с указанием выполнить поворот вправо на курс 150°. Экипаж подтвердил получение информации и передал, что они прошли высоту 3000 футов (910 м). В 18:24 на очередной вопрос диспетчера с рейса 663 доложили о высоте 3500 футов (1100 м), после чего им было получено указание повернуть влево на курс 90°.
В 18:25 на запрос с диспетчера с рейса 663 доложили, что они на высоте 3700 футов (1100 м). Через 27 секунд диспетчер выхода дал указание рейсу 663: …поворот вправо на [курс] один семь ноль к Виктор один тридцать девять. Самолёт на два часа (примерно на 60° правее) в пяти милях следует встречным курсом на северо-восток и ниже вас. На это экипаж передал: Окей, видим самолёт. Поворачиваем на один семь ноль. В 18:25:36 диспетчер выхода дал указание рейсу 663 переходить на связь с Нью-Йоркским центром управления воздушным движением на частоте 125,1 кГц. Экипаж ответил: Спокойной ночи. Это был последний радиообмен с бортом N849D.
Над Нью-Йорком в это время уже была ночь. Согласно данным метеослужбы аэропорта на небе стояли рассеянные облака с нижней границей 12 000 футов (3700 м), а также высокая облачность с прояснениями, температура воздуха 46° F (8° C) при точке росы 43° F (6° C), ветер 250° 7 узлов (западно-юго-западный, 4 м/с), видимость достигала 7 миль (13 км). Согласно показаниям экипажей вылетающих самолётов, находившихся в районе полёта рейса 663, на небе не было видно ни луны, ни звёзд, в южном и восточном направлении от аэропорта была полная темнота, а линия горизонта была практически не видна.

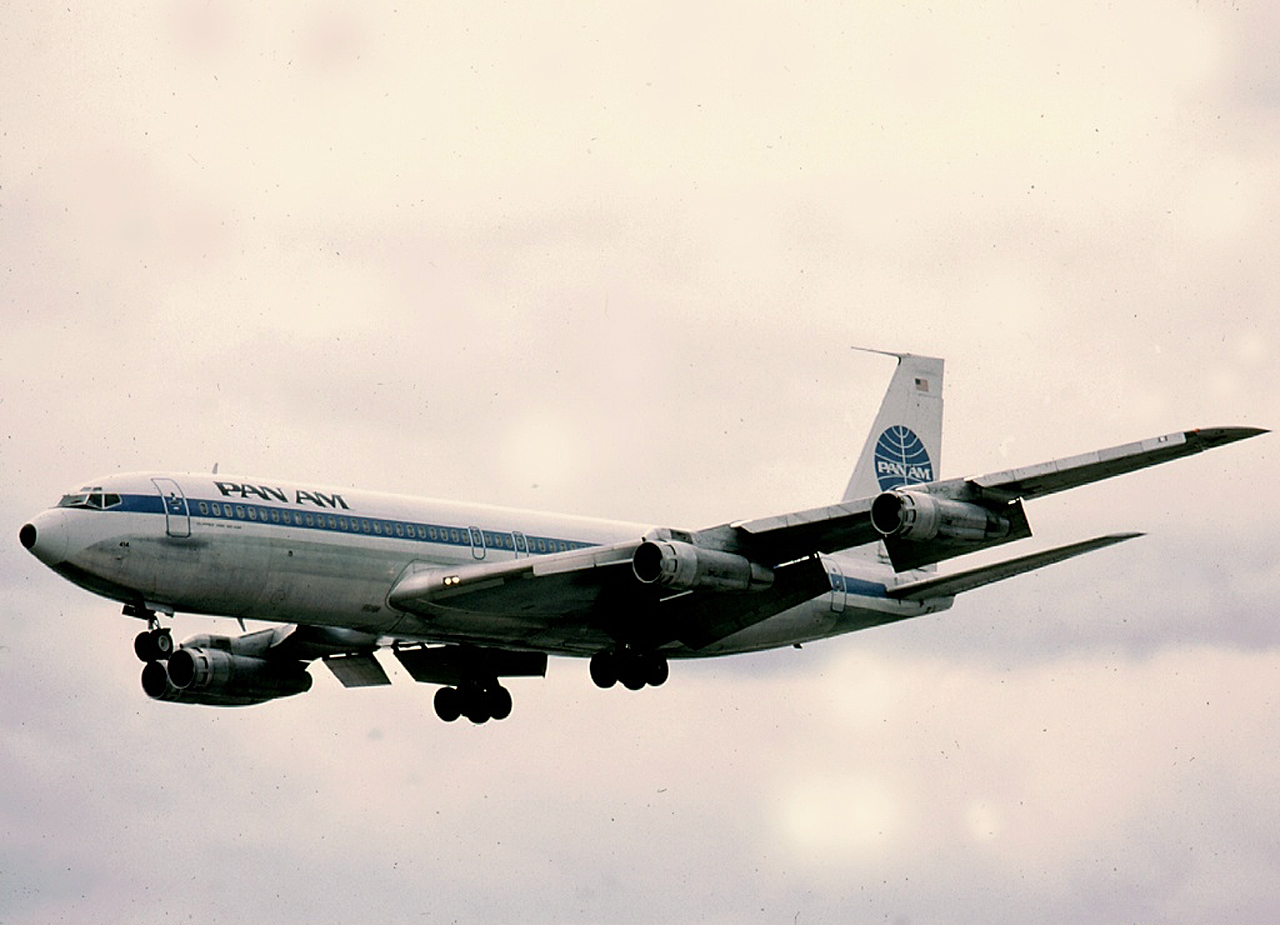
Boeing 707 авиакомпании Pan Am

К этому времени к Нью-Йорку приближался Boeing 707 авиакомпании Pan American World Airways (Pan Am), который выполнял пассажирский рейс PA-212 из Сан-Хуана (Пуэрто-Рико), а на его борту находились 102 человека. В 18:18 рейс 212 был в 3 милях севернее пересечения «Dutch» (находится в 41 миле юго-юго-западнее аэропорта имени Джона Кеннеди), когда Нью-Йоркский диспетчерский центр дал ему указание переходить на связь с диспетчером подхода аэропорта Джона Кеннеди. Затем экипаж рейса 212 получил указания по выполнению захода на полосу «31 правая» (31R), а также разрешение снижаться с высоты 10 000 футов (3000 м) до 3000 футов (910 м). Примерно в 18:24 диспетчер подхода дал указание экипажу повернуть вправо на курс 20°, а заодно поинтересовался — достигли ли они 3000 футов. Далее рейс 212 получил указание докладывать о высоте при прохождении каждых 300 футов (91 м) вплоть до достижения 3000 футов, а также предупреждён: …самолёт на одиннадцать часов (примерно на 30° левее) в шести милях следует встречным курсом на юго-восток и только что поднялся до трёх [тысяч футов]. Впоследствии на слушаниях командир рейса 212 скажет, что видел встречный самолёт, а точнее его мигающий маяк, который, как и маяки остальных самолётов, показывал нормальный подъём, перейдя в полосу ночного неба над береговыми огнями.
В соответствии со схемой захода на посадку, рейс 212 повернул на курс 360°, когда его экипаж заметил, что маяк встречного самолёта тоже повернул вправо, изменив свой курс ближе к югу. Расстояние до него в тот момент составляло примерно 4 мили. Пилоты начали более внимательно следить за этим маяком, который летел прямо на них. Как вспоминал командир, обычно вылетающие самолёты в этом районе пролетают над прибывающими, но этот перестал набирать высоту. Командир начал постепенно поворачивать вправо, когда второй пилот, который непрерывно следил за встречным самолётом, крикнул: Нет, Боб, вниз. Сам второй пилот утверждал, что он крикнул: Этот парень слишком близко. Давай вниз. «Боинг» был сразу направлен вниз, после чего над ним пролетел авиалайнер. Пилоты успели заметить ряд иллюминаторов на его правой стороне, при этом сам встречный самолёт был в вертикальном, или почти в вертикальном крене. Расстояние между машинами командир рейса 212 оценил в 200—500 футов (60—150 метров), а второй пилот — в 200—300 футов (60—90 метров). В общей сложности командир наблюдал встречный самолёт примерно в течение минуты-полторы, второй пилот — 40—50 секунд. Бортинженер утверждал, что не видел встречного самолёта, но слышал шум его моторов, когда тот пролетел рядом с ними. Вскоре после этого позади появилось яркое красное свечение. Далее рейс 212 выполнил левый доворот на курс 360°, при этом пока он был в левом крене, экипаж смог увидеть, что на воде появился огонь.
В 18:27 экипаж рейса 212 связался с диспетчерской вышкой аэропорта имени Джона Кеннеди:
| PA212         | … Окей. В нас почти попали… мы сейчас следуем по… три шесть ноль и… у вас есть другие объекты в этой области, в том же самом месте, где мы были всего минуту назад? (англ. Uh … OK. We had a near miss here. Uh … we’re turning now to … Uh … three six zero and … Uh … did you have another target in this area at the same spot where we were just a minute ago?) |
| Кеннеди-башня | …понял. но пока не могу точно сказать. (англ. Uh … affirmative, however, not on my scope at present time.) |
| PA212         | … Он всё ещё здесь? (англ. Is he still on the scope?) |
| Кеннеди-башня | Нет, сэр. (англ. No sir.) |
| PA212         | Тогда, похоже, это его мы сейчас только что видели в заливе. Он летел прямо на нас, и мы попытались уклониться от него … а через минуту мы увидели яркую вспышку. Он прошёл над нами, будучи при этом в полном вертикальном крене, и продолжал вращаться. (англ. It looked like he's in the Bay then, because we saw him. He looked like he winged over to miss us and we tried to avoid him, and… Uh… we saw a bright flash about one minute later. He was well over the top of us, and it looked like he went into an absolute vertical turn and kept rolling.) |
| AC627         | Прямо сейчас наблюдаю большой пожар на воде в положении относительно нас «два часа». Я не знаю, что это такое. Похоже на большой взрыв. (англ. There's a big fire going out on the water here about our 2 o'clock position right now. I don't know what it is. It looked like a big explosion.) |

Примерно в 18:26:40 «Дуглас» почти вертикально врезался в поверхность Атлантического океана и взорвался. Рейс 212 без каких-либо происшествий приземлился в аэропорту имени Джона Кеннеди в 18:31.

## Поисковые работы
К месту падения направились 15 кораблей, сопровождаемых 11 вертолётами, команды которых надеялись помочь пострадавшим. Через два часа были найдены плавающие на воде обломки и вещи с борта N849D. Для поиска обломков 13 кораблей береговой охраны прочёсывали побережье Лонг-Айленда, а спасатели и добровольцы обследовали 40 миль (64 километра) пляжей, куда мусор прибивало волнами. Военно-морской флот предоставил подводный гидролокатор, с помощью которого проверяли поверхность дна. В ходе этих работ было установлено, что авиалайнер врезался в воду в 13 милях (24 км) юго-восточнее аэропорта вылета и в 6,5 милях (12 км) от Джонс-Бич (Лонг-Айленд). При столкновении с поверхностью океана и последующем взрыве «Дуглас» разрушился и затонул на глубине 70—80 футов (20—25 метров), а обломки разбросало на площади размерами 125 футов (38 м) на 400 футов (120 м). В ночь катастрофы были найдены лишь 7 тел, а ещё 3 тела нашли на протяжении последующих трёх дней, но ни одного выжившего обнаружить не удалось. Все находящиеся на борту 84 человека погибли.
На тот момент по числу жертв трагедия рейса 663 занимала шестое место среди авиакатастроф в стране, а также по настоящее время сохраняет третье место в истории катастроф Douglas DC-7 (после катастроф в Камеруне и близ Аляски).

## Расследование
Расследование осложнялось тем, что самолёты DC-7 не были оборудованы бортовыми самописцами. В результате для реконструирования общей картины катастрофы следователям пришлось использовать данные бортового самописца встречного Boeing 707 совместно с показаниями экипажа рейса 212 и других ближайших самолётов (рейс 627 компании Air Canada и рейс 5 компании Braniff), а также авиадиспетчера. Расчётные скорости самолётов были определены как 180 узлов (333 км/ч) у рейса 663 и 208 узлов (385 км/ч) у рейса 212. Согласно показаниям диспетчера, поворот рейса 663 с курса 90° на курс 170° был сделан всего за два оборота антенны радиолокатора, на основе чего было определено, что этот манёвр самолёт выполнял с правым креном в 35°. Изучив планировку кабины самолётов DC-7 компании Eastern, комиссия пришла к выводу, что хотя экипаж рейса 663 и докладывал о наблюдении встречного самолёта, но при выполнении разворота командир не мог уже его видеть, а второй пилот периодически терял из виду. Помимо этого, во время такого манёвра при крутом крене и длительностью более 20 секунд из-за центробежных сил у пилотов мог временно расстроиться вестибулярный аппарат, при полёте в условиях полной темноты могла возникнуть иллюзия, что самолёт на самом деле летит прямо. К тому же полёт в условиях темноты опасен ещё тем, что человек начинает плохо воспринимать высоту и расстояние, а отдельный неподвижный источник света может быть ошибочно принят за движущийся.

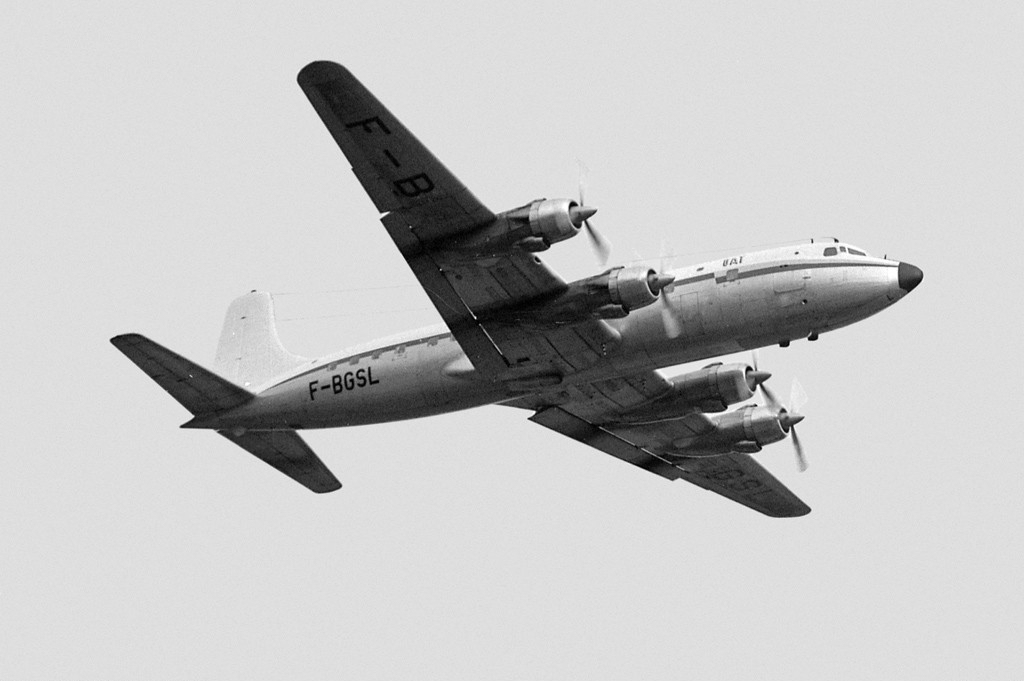
Douglas DC-6

Здесь стоит обратить внимание на инцидент, который произошёл ночью в 22:34 2 июня 1965 года, то есть спустя 4 месяца, в районе городка Фрипорт, недалеко от Нью-Йорка. Самолёт Douglas DC-6 выполнял пассажирский рейс из Бостона в Нью-Йорк и после прохождения Дир-Парка на высоте 6000 футов (1800 м) получил указание поворачивать на курс 228°. В свою очередь, из Нью-Йорка на высоте 5000 футов (1500 м) и по курсу 100° следовал Boeing 707. Экипаж DC-6 был предупреждён о самолёте на два часа и в четырёх милях от них, который при этом следовал на меньшей высоте. Экипаж «Дугласа» подтвердил получение информации, но затем пилоты решили, что встречный самолёт на самом деле находится на той же высоте, что и они, поэтому начали снижаться и в результате прошли под «Боингом», едва успев разойтись с ним с разницей по высоте примерно 100 футов (30 м). Позже данные с бортового самописца «Боинга» подтвердили, что последний следовал всё же на высоте 5000 футов, то есть на 1000 футов (300 м) ниже «Дугласа». Как и в ситуации с DC-7, полёт DC-6 также проходил в условиях полной темноты и без видимого горизонта.
Согласно данным параметрического самописца с рейса 212, когда рейс 663 доложил о прохождении высоты 3700 футов (1100 м), рейс 212 был на высоте 3925 футов (1196 м), то есть на 225 футов (69 м) выше. Когда же рейсу 663 передали предупреждение о встречном самолёте и дали указание поворачивать на курс 170°, он по оценке находился на высоте 3850 футов (1170 м), тогда как рейс 212 опустился до 3600 футов (1100 м), то есть был уже на 250 футов (76 м) ниже. Но эта разница всё же значительно меньше 1000 футов (300 м), установленных правилами для безопасного расхождения самолётов и на которые рассчитывал экипаж «Дугласа», когда узнал, что встречный самолёт ниже их. Был проведён ряд испытаний лётных экипажей по расхождению с другим самолётом, который был ниже их на 250 футов. Даже когда горизонт наблюдался, в 16 % случаев пилоты решали, что есть риск столкновения. Если же горизонт не наблюдался, то таких случаев уже становилось 52 %. Так как «Боинг» подходил к «Дугласу» справа почти под прямым углом, то его мог наблюдать только второй пилот, который мог решить, что самолёты находятся на одной высоте, создавая угрозу столкновения. Далее рейс 663 начал выполнять правый поворот с большим креном, при этом рейс 212 пропал из вида командира. Когда же «Дуглас» выровнялся на курсе 170°, то расстояние между самолётами сократилось до 2—2½ миль. «Боинг» в это время находился на фактической высоте 3050 футов (930 м) и следовал по курсу 360°, то есть оба самолёта теперь летели навстречу друг другу. В таких условиях у командира оставалось 23 секунды, в течение которых он должен был (1) успеть найти другой самолёт, (2) оценить степень угрозы, после чего (3) начать манёвр уклонения, а затем (4) завершить этот манёвр.
«Дуглас» в это время уже отвернул от береговой линии Лонг-Айленда и направлялся к сплошной темноте, а единственным источником света впереди был только мигающий маяк другого самолёта. С учётом случая от 2 июня 1965 года, а также результатов испытаний, вероятно, что пилоты решили, что встречный самолёт находится на одной высоте с ними, а потому начали снижаться, намереваясь пролететь под ним. Но экипаж «Боинга», увидев, что встречный самолёт летит прямо на них, на 10 секунд позже «Дугласа», быстро довернул вправо и также начал снижаться. Однако экипаж «Дугласа» воспринял такой манёвр как прямую угрозу столкновения и ускорил снижение. Экипажи не знали намерений друг друга, а когда расстояние между самолётами уже значительно сократилось, командир «Дугласа», действуя фактически на уровне инстинкта самосохранения, резко отвернул свой лайнер вправо, но так как из-за отсутствия видимого горизонта уже был дезориентирован в пространстве, то ввёл самолёт в практически вертикальный крен, который и заметили на «Боинге». Учитывая, что максимальная скорость вращения DC-7 составляет 26° в секунду, то в нормальных условиях при выходе самолёта в нормальный полёт также произойдёт потеря высоты в 2600 футов (790 м). В условиях, в которых оказался экипаж рейса 663, даже высококвалифицированным пилотам после дезориентации в пространстве требуется не менее 36 секунд, чтобы по приборам полностью восстановить контроль. Так как со слов экипажа рейса 212 от момента расхождения до катастрофы прошло около минуты, это значит, что пилоты рейса 663 были дезориентированы в пространстве и не успели восстановить контроль над машиной.

## Причины
В заключении отчёта комиссия пришла к выводам, что пилотирование самолётом осуществлял командир, который в процессе поворота с 90 до 170° из-за конструкции фонаря кабины не мог увидеть рейс 212 до завершения манёвра. Также после завершения поворота в условиях окружающей темноты пилоты уже плохо ориентировались в пространстве, а потому решили, что встречный самолёт находится на той же высоте, что и они, чему способствовала недостаточная разница высот обоих воздушных судов, которая была меньше установленных 1000 футов (300 м). В условиях дефицита времени и недостаточного объёма информации командир рейса 663 не мог определить фактическое местонахождение самолётов относительно друг друга, и ошибочно решил, что есть угроза столкновения, в связи с чем начал снижение. В процессе снижения рейса 663 экипаж рейса 212 предпринял манёвр уклонения, который, по-видимому, сводил на нет действия пилотов рейса 663. Затем, когда расстояние уже значительно сократилось, пилоты рейса 663 выполнили крутой правый поворот с целью уклонения от столкновения, но ошибочно ввели самолёт в вертикальный крен, в результате которого оказались полностью дезориентированы в пространстве. Не понимая, где верх, а где низ, экипаж не смог вернуть контроль над машиной, которая, перейдя в сваливание, упала в океан.
Никаких рекомендаций в отчёте сделано не было.

## Культурные аспекты
Катастрофа рейса 663 упоминается в книге Муромова А. И. «100 великих авиакатастроф» в главе Столкновение DC-8 и «Локхид констеллейшн», посвящённой столкновению DC-8 и Super Constellation над Нью-Йорком четырьмя годами ранее (16 декабря 1960 года).

### Комментарии
1. ↑  Здесь и далее указано Североамериканское восточное время (EST).